# ريان ستيل
ريان ستيل (بالإنجليزية: Ryan Steele)‏ هو ممثل أمريكي، ولد في 3 أغسطس 1990 في الولايات المتحدة.

## وصلات خارجية
- ريان ستيل على موقع IMDb (الإنجليزية)
- ريان ستيل على موقع قاعدة بيانات برودواي على الإنترنت (الإنجليزية)
- ريان ستيل على موقع قاعدة بيانات الفيلم (الإنجليزية)